# Франсуа I де Бо
Франсуа I де Бо или Франческо I дель Бальцо (фр. François I des Baux, итал. Francesco I del Balzo, ок. 1330—1422) — граф Андрии, Монтескальозо и Скуиллаче, сеньор де Берр, де Мизон и де Тиано с 1351, герцог Андрии с 1352.

## Биография
Сын Бертрана III де Бо, графа Андрии, и Маргариты д'Онэ. 
В 1350 женился на Маргарите Анжу-Тарентской, дочери Филиппа I Тарентского и внучке Карла II. В том же году был назначен королевой Джованной губернатором Неаполя. В 1352 королева сделала Франсуа герцогом Андрии, и в том же году приказала его арестовать и бросила в тюрьму, где он пробыл около 11 лет. Причины такой перемены настроения Джованны неизвестны, историки строили различные предположения: быть может, она хотела отомстить за то усердие, с которым отец Франсуа Бертран преследовал убийц Андрея Венгерского, а возможно, что она опасалась усиления рода де Бо д'Андрия. Учитывая то, что известно о характере этой королевы (капризной и неумной), можно предполагать любые причины. На Маргариту Тарентскую опала не распространилась и она осталась при дворе. 
Вероятно, после смерти Людовика Тарентского в 1362, Франсуа добился, чтобы королева посетила его в тюрьме. После этого он был столь же неожиданно освобожден. Причины этого также неизвестны; современники считали, что герцог, будучи самым обаятельным и красноречивым мужчиной в королевстве, сумел произвести на Джованну впечатление и убедил отпустить его. По мнению современных историков (Презенцано), и арест и освобождение могли быть связаны с обычной борьбой придворных группировок, которая в Неаполе была весьма жестокой. 
В январе 1364 произошла очередная яростная ссора между королевой и её новым мужем Хайме Майоркским. Роберт, принц Тарентский, опасаясь, что Хайме может однажды ночью попытаться убить королеву, приставил к ней свою жену Марию де Бурбон и сестру Маргариту, герцогиню Андрии. Этот случай наглядно показывает атмосферу, царившую при неаполитанском дворе.
В том же году Роберт Тарентский умер и Франсуа начал борьбу за наследство с его братом Филиппом II, а также с Уго Сансеверино, своим давним и непримиримым врагом. Вооружённый конфликт продолжался с перерывами в течение десяти лет, несмотря на неоднократные попытки римского папы добиться мира. Во время одного из перемирий дочь Франсуа Антония была выдана замуж за Федериго III Арагонского, короля Сицилии, как залог примирения между Неаполем и Сицилией.
В 1373 Филипп II, последний представитель Тарентского дома, умер, и Жак де Бо, сын Франсуа, унаследовал все его владения и титулы. Война против Сансеверино не прекращалась, и, чтобы избежать вовлечения в эту борьбу всего королевства, Джованна 6 августа 1373 издала указ, который запрещал её подданным поддерживать обоих противников. Возросшие амбиции герцога Андрии вызывали неприязнь знати и подозрения у королевы. Предупреждённый о её враждебных намерениях и получивший от неё требование вернуть Сансеверино замок Матеру, захваченный у этого семейства, Франсуа покинул Неаполь и укрылся в своем замке Тиано. После нескольких попыток вызвать его ко двору, Жанна приказала графу Сансеверино осадить замок. После нескольких месяцев осады Франсуа ускользнул из Тиано с несколькими верными и бежал в Прованс, в то время как его сын Жак укрылся в своих владениях в Греции.
Получив финансовую помощь от своего родственника папы Григория XI, герцог набрал в Провансе и Ломбардии армию в 15 тыс. человек. Во главе этого войска он вторгся в королевство, взял Аверсу и осадил Капую. Джованна пыталась собрать против него войска, но у неё не хватало денег заплатить капитанам наёмных отрядов. 8 апреля 1374 королева обвинила Франсуа де Бо в мятеже и оскорблении величества и заявила о конфискации его владений в Неаполитанском королевстве и графствах Прованс и Форкалькье. Это было все, что она могла сделать. К счастью для неё, герцог Андрии посетил в Казалуче, неподалеку от Аверсы, своего почтенного кузена Раймонда де Куртезона, графа Солето, чьи горячие упреки заставили его прекратить враждебные действия и вернуться в Прованс (1374). Его армия, оставленная без командования и без оплаты, грабила Апулию, и Джованна могла это остановить только заплатив этим наёмникам. Она приказала своему сенешалю в Провансе Фульку д'Агу описать земли герцога Андрии и раздать их своим верным.
Избрание в Риме в 1378 папы Урбана VI, врага Джованны, привело к новому конфликту. Урбан постарался объединить врагов королевы. Он передал Неаполь Карлу Дураццо, находившемуся в Венгрии, и послал к нему Франсуа с буллой об инвеституре. Карл принял это предложение и отправился в Рим, где был коронован папой как Карл III. Франсуа вместе с ним вошёл в Неаполь, ведя под уздцы лошадь королевы Маргариты Дураццо. Новый король осыпал его милостями. Он вернул Франсуа все его владения в Неаполитанском королевстве и Провансе, в октябре 1382 назначил его своим советником и приказал своим чиновникам в землях Бари и Базиликаты защищать владения герцога Андрии, отсутствующего по причине королевской службы. Более того, он приказал снабдить продовольствием город Андрию, страдавший от сильного голода.
Верный Карлу III, Франсуа иначе относился к его наследнику Ладислао. Луи II Анжуйский, находившийся тогда в Провансе под опекой матери — королевы Марии де Блуа, претендовал на трон Неаполя. В то время, когда Карл III в 1385 покинул Неаполь, чтобы принять корону Венгрии, герцог Андрии был направлен в Авиньон штатами Прованса, чтобы принести от их имени оммаж Луи и его матери. С этого времени о нём больше ничего не известно, кроме предоставления вольностей жителям Берра в 1389.
Умер он в 1422, в возрасте 92 лет. 

## Семья
1-й брак (1350): Маргарита (ок. 1325—1380), принцесса Тарентская, дочь Филиппа I Тарентского и Екатерины Валуа-Куртене
Дети:
- Жак де Бо
- Антония де Бо

2-й брак (1381): Свева Бо дез Юрсен (дель Бальцо-Орсини), дочь Никколо Орсини, графа ди Нола, и Жанны де Сабран
Дети: 
- Маргарита де Бо (1394—1469). Муж (май 1405): Пьер I де Люксембург-Сен-Поль (1390—1433) — граф де Бриенн, де Конверсано, де Сен-Поль и де Линьи
- Гильом II де Бо, герцог Андрии
- ? Бьянкино дель Бальцо. Предположительно, младший сын Франсуа (возможно бастард), родоначальник и поныне существующего итальянского дома дель Бальцо, взявшего себе имя и герб дома де Бо.